# Мунтяну, Антон
Анто́н Мунтя́ну (рум. Anton Munteanu; 3 июля 1932, Бухарест — 22 мая 2007, Румыния) — румынский футболист, играл на позиции атакующего полузащитника и нападающего. Брат-близнец Думитру Мунтяну.

## Биография

### Клубная карьера
Антон и его брат-близнец Думитру начинали карьеру в клубе «Глория» из Бистрицы, в которой играли в течение двух сезонов. В 1955 году братья Мунтяну присоединились к клубу «Стяуа», за который Антон сыграл 7 игр и выиграл Кубок Румынии в 1955 году.
Главные успехи Антона были связаны с клубом «Петролул», в составе которого он отыграл девять сезонов, выиграл два чемпионских титула и Кубок Румынии в 1963 году. За «Петролул» Антон сыграл 112 матчей и забил 35 голов и в этом клубе в 1965 году закончил карьеру.

### Смерть
Скончался 22 мая 2007 года в возрасте 73 лет от сердечного приступа.

## Достижения
«Стяуа»
- Обладатель Кубка Румынии (1) : 1955[англ.]

«Петролул»
- Чемпион Румынии (2) : 1957/58, 1958/59
- Обладатель Кубка Румынии (1) : 1962/63